# Lonesome Luke's Lively Life
Lonesome Luke's Lively Life é um curta-metragem norte-americano de 1917, do gênero comédia, estrelado por Harold Lloyd.

## Elenco
- Harold Lloyd - Lonesome Luke
- Bebe Daniels
- Snub Pollard
- Bud Jamison
- Sidney De Gray

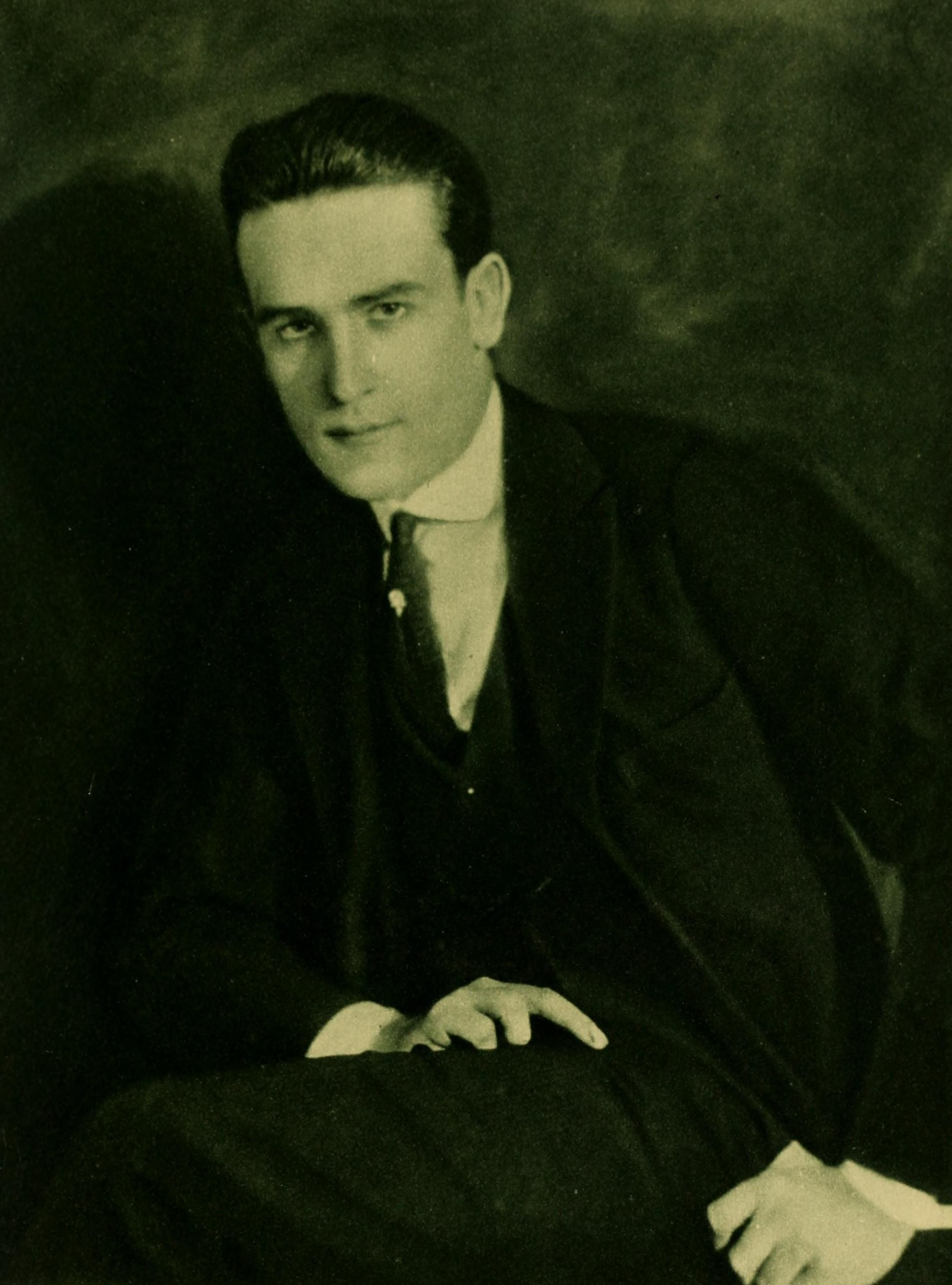
Harold Lloyd

- Charles Stevenson - (como Charles E. Stevenson)
- Sammy Brooks
- Ray Thompson
- Jack Perrin
- Elmer Ballard
- Larry Adams
- Virgil Owens
- Harvey L. Kinney
- Max Hamburger
- Thomas Cassidy
- Dorothea Wolbert
- Gus Leonard